# Tablice sortymentowe (leśnictwo)
Tablice sortymentowe podają udział miąższości wybranych sortymentów drzewnych. W Polsce stosuje się najczęściej tablice sortymentowe Borzemskiego. Tablice te podają procentowy udział miąższości sortymentów z rozbiciem na klasy grubości. Są to sortymenty drewna użytkowego: żerdzi (S3b), papierówki (S2), kopalniaków (S10), słupów teletechnicznych (WC1,S11), drewna tartacznego i sklejkowego (W-pozostałe). Tablice nie podają udziału drewna opałowego (S4).
Aby ustalić miąższość sortymentów za pomocą tablic Borzemskiego, należy określić wcześniej miąższość drzewostanu bez kory. Do tego celu można zastosować jedną z metod określania miąższości drzewostanu bez kory (np tablice zasobności drzewostanów). Od otrzymanej miąższości należy odjąć oszacowaną miąższość opału. Na podstawie przeciętej pierśnicy i średniej wysokości drzewostanu należy odnaleźć w tablicach Borzemskiego odpowiednią tabelę, z której należy odczytać procentowy udział poszczególnych sortymentów. Mnożąc miąższość drzewostanu bez kory (i bez udziału drewna opałowego) przez procentowy udział sortymentu i dzieląc otrzymany wynik przez 100, otrzyma się miąższość sortymentu bez kory. Tablice Borzemskiego nadają się do określania łącznej miąższości sortymentów wielu drzewostanów. Tablice takie opracowano dla sosny, świerka i jodły.

## Literatura
- Otton Edward Borzemski: Tablice sortymentowe dla drzewostanów sosnowych (z kompletem wykresów). Prace IBL seria B, nr 2, 1936
- Otton Edward Borzemski: Tablice sortymentowe dla rębnych i bliskorebnych drzewostanów sosnowych. Prace IBL, nr 244, 1961
- Otton Edward Borzemski: Tablice sortymentowe dla rębnych i bliskorebnych drzewostanów świerkowych. Prace IBL, nr 302, 1965
- Otton Edward Borzemski: Tablice sortymentowe dla rębnych i bliskorebnych drzewostanów jodłowych. Prace IBL, nr 406, 1972
- Otton Edward Borzemski: Metodyka opracowania tablic sortymentowych dla drzewostanów sosnowych, Warszawa 1957
- Bruchwald A., Rymer-Dudzińska T.: Tablice miąższości strzał bez kory dla drzewostanów sosnowych. (b) ZN SGGW-AR, Leśnictwo 26, 1978
- Czuraj M.: Tablice miąższości drewna okrągłego. Multico, Warszawa 2004
- T. Gierliński: Metoda opracowania i zastosowania tablic dynamiki struktury sortymentowej drzewostanów ważniejszych gatunków drzew leśnych, Warszawa 1970
- M. Hoppen: Tablice sortymentowe miąższości drzew na pniu, Wilno 1930
- Radwański B.: Tablice miąższości i zbieżystości dłużyc, kłód i wyrzynków strzały dla sosny. RNL, 1955